# Ед Вейзі
Едвард Генрі Батлер Вейзі (англ. Edward Henry Butler Vaizey; нар. 5 червня 1968) — британський політик-консерватор. Член парламенту від виборчого округу Вантейдж з 2005, був призначений Державним міністром у справах культури, ЗМІ і спорту у Міністерстві у справах бізнесу, інновацій та навичок (з відповідальністю за цифрові галузі) 15 липня 2014.

## Життєпис
Він є сином покійного лорда Вейзі і Марини Вейзі, відомого історика мистецтва. Його родина родом з Ессекса, своє дитинство він провів у Беркширі. Вейзі навчався у Мертон-коледжі в Оксфорді. Після закінчення університету він працював як політичний дослідник і адвокат, спеціалізується на сімейному праві і правах дитини. З 1996 по 2004 рік він був директором зі зв'язків з громадськістю компанії у Лондоні.
У 2004 році він став головним спічрайтером тодішнього лідера опозиції Майкла Говарда. Вейзі був тіньовим Державним міністром мистецтв з 2006 по 2010 р. Він був призначений парламентським заступником Міністра культури, комунікації та творчих індустрій у травні 2010 року.
Одружений, має двох дітей.